# Lestyán János
Lestyán János (Csíkszentkirály, 1800 körül/ Ercsi, 1804 - 1860 körül) magyar festőművész.

## Élete
1834-1837 között a bécsi akadémián az antik rajz és történelmi festészeti szakosztályt látogatta.
Az 1830-1840-es években Pesten, majd Szolcsányban dolgozott a 19. század közepe táján. 1840-1841-ben portrékat és életképeket állított ki a Pesti Műegyletben. 1843-ban az önarcképét és egy másik arcképet állított ki a Pesti Műegyletben. 1844-ben együtt utazott Jerney Jánossal.
Madonna a gyermekkel című képét 1921-ben vásárolta meg a Szépművészeti Múzeum.
Az elfeledett magyar művészek sorába tartozik.

## Művei
1838-ban a Nemzeti öltözetek című Kohlmann által rézbe metszett sorozat részére több képet rajzolt.
- 1831 Mészáros Márton arcképe
- 1840 Gyermek a víz partján
- 1840 Gyermekcsoport
- 1841 Fürdő Vénusz
- 1841 Két leányka egy galambbal
- 1841 Leány arcképe (olaj, vászon)[6]
- Lanton játszó hölgy (olaj, vászon)